# Insula Tosqueta
Insula Tosqueta este un ostrov pe coasta nordică a insulei Menorca, în fața Cala Tosqueta și alături de Mola de Fornells.
Pe insulă se găsește o șopîrlă endemică Podarcis lilfordi  sargantanae.